# متلازمة الألم الفخذي الرضفي
متلازمة الألم الفخذي الرضفي والمعروفة أيضًا باسم رُكبة العداء هي حالة طبية تتضمن وجود ألم في الركبة يتراوح من مجرد الشعور بعدم الراحة إلى الإحساس بألم شديد، ينشأ بسبب ملامسة السطح الخلفي للرضفة (صابونة الركبة) مع عظم الفخذ، ويتم تشخيص المتلازمة عند وجود ألم أمامي في الركبة يشمل الرضفة بشرط استبعاد الأمراض الأخرى سواء داخل أو حول المفصل الرضفة".
يُعتبر العدائون ومن في حكمهم (كراكبوا الدراجات) أكثر الفئات المعرضة لخطر الإصابة بهذه المتلازمة، والتي يمكنها أن تحدث بشكل تدريجي أو بشكل فجائي نتيجة إصابات، وغالبًا ما يكون ذلك بسبب تغيير في نظام التدريب بالزيادة المفرطة في وقت أو شدة التدريب أو بسبب ارتداء أحذية غير مناسبة.  وتشمل أعراض المتلازمة الإحساس بعدم الراحة / الألم أثناء ثني الركبتين أو نزول السلالم أو الإحساس بالألم في الركبة بشكل عام. ويُمثل العلاج الراحة والعلاج الطبيعي المتضمن لتمارين إطالات وتقوية الساقين.

## العلامات والأعراض
عادة ما تحدث متلازمة الألم الفخذي الرضفي بشكل تدريجي،  إلا أنها قد تحدث بشكل مفاجي في بعض الحالات نتيجة الإصابات، وتشمل الأعراض المحتملة ما يلي:
- ألم الركبة: يُعتبر ألم الركبة أحد أكثر أعراض المتلازمة شيوعًا، سواء كان ألم مبهم حول الركبة أو ألم محدود متركز خلفها، وعادةً ما يجد الأفراد المصابون صعوبة في وصف مكان الألم، وقد يحاول وصفه بوضع أيديهم بشكل دائري حول الرضفة (وهو ما يعرف بـ«علامة الدائرة»).[1] وغالبا ما يظهر الألم عند التحميل على عضلات بسط الركبة كأثناء صعود أو نزول السلالم أو وضع القرفصاء أو ركوب الدراجات أو الركض أو الجلوس لفترات طويلة بركبة مثنية [4] [5] [6] ويُطلق على الأخير «علامة الفيلم» أو «علامة المسرح» لأن المصابين يعانون من الألم أثناء الجلوس مع ثني الركبتين لمشاهدة فيلم أو ما شابه.[4]
- احنمالية وجود فرقعة مفصلية (أو ضجيج المفصل) [4] دون أن تؤثر على الألم أو وظيفة المفصل [7] [8]

## الأسباب
تسلط السيرة المرضية والفحص الجيد الضوء على الواقعة التي تسببت في الإصابة بالمتلازمة، وعادة ما ترتبط الزيادة المفرطة في شدة أو مدة التمارين بظهور الأعراض. كما أن الأحذية الغير مناسبة تُعتبر عاملاً مساهماً، ويجب تحديد السبب والتعامل معه بشكل مناسب لمنع تكراره. 
يُعتقد أن زيادة الضغط على مفصل الفخذ الرضفي هو سبب المتلازمة،  وهناك العديد من الآليات النظرية المتعلقة بكيفية حدوث هذا الضغط المتزايد:
- فرط النشاط البدني [4]
- سوء ترصيف الرضفة في الأخدود الفخذي أثناء الحركة[4]
- انعدام اتزان العضلة الرباعية الرؤس [4]
- ضيق بعض الهياكل التشريحية. [4]

يمكن أن تحدث المتلازمة أيضا بسبب الركبة الروحاء والتي تؤدي إلى اضطراب حركة الرضفة، نظرا لكبر الزاوية الجانبية لمفصل الركبة مما يتسبب في إسقاط عمود قوة الوزن بعيدا عن المركز مما يسبب الإرهاق الشديد للمفصل والضغط على غضاريفه.

## التشخيص

### تشخيص متباين
يُجرى تشخيص متلازمة الألم الفخذي الرضفي بعد استبعاد الحالات المشابهة له في الأعراض مثل الفصال العظمي، التهاب الوتر الضفي، التهاب الجراب أمام الرضفة، متلازمة الثنية، متلازمة لارسن وجوهانسون، وداء أوزغود-شلاتر. ولا يوجد حاليًا تقييم قياسي لتشخيص متلازمة الألم الفخذي الرضفي.

### الفحص
يمكن أن تتم مراقبة الأشخاص وهم يقفون ويمشون لتحديد محاذاة الرضفة. عادةً ما يتم استخدام الزاوية الجانبية لمفصل الركبة، وفرط الحركة الجانبية، وفحص مفصل الركبة (J-sign) لتحديد اضطراب حركة الرضفة. يمكن أن توفر اختبارات انزلاق الرضفة والإمالة والطحن (علامة كلارك) -عند القيام بها- أدلة قوية على متلازمة الألم الفخذي الرضفي. أخيرًا، يمكن تقييم عدم الاستقرار الجانبي من خلال اختبار إدراك الرضفة، الذي يعتبر إيجابيًا عندما يكون هناك ألم أو انزعاج مرتبط بالحركة الجانبية للرضفة. يتم فحص الاختبارات السريرية المختلفة للتأكد من دقتها التشخيصية. أظهر اختبار عدم الاستقرار النشط، وألم الركبة أثناء صعود الدرج، واختبار كلارك، والألم عند الجلوس لفترات طويلة، وإمالة قطب الرضفة السفلي، والألم أثناء القرفصاء أفضل دقة. ومع ذلك، لا تزال هناك حاجة إلى دراسة متأنية عند استخدام هذه الاختبارات لإجراء تشخيص تفريقي لمتلازمة الألم الفخذي الرضفي.

### التصوير الطبي
نادرًا ما يوفر التصوير بالرنين المغناطيسي معلومات مفيدة لإدارة متلازمة آلام الفخذ الرضفي وينبغي أن يركز العلاج على برنامج إعادة تأهيل مناسب يتضمن تصحيح المخاوف بشأن القوة والمرونة. في الحالات غير الشائعة التي يعاني فيها المريض أعراضًا ميكانيكية مثل الركبة اللكّاء، أو تورم الركبة، أو الفشل في تحسين العلاج الطبيعي التالي، قد يعطي التصوير بالرنين المغناطيسي مزيدًا من الرؤية في التشخيص والعلاج.

### التصنيف
متلازمة الألم الفخذي الرضفي PFPS هي واحدة من عدد قليل من الحالات التي يشار إليها أحيانًا باسم ركبة العداء؛ أما الحالات الأخرى فيشار إليها بتلين غضروف الرضفة، ومتلازمة الشريط الحرقفي الظنبوبي، ومتلازمة الثنية.
تلين غضروف الرضفة هو مصطلح يستخدم في بعض الأحيان بشكل مترادف مع متلازمة الألم الفخذي الرضفي. ومع ذلك، هناك إجماع عام على أن PFPS لا تنطبق إلا على الأفراد الذين لا يعانون تلف الغضروف، [5] وبذلك يتم تمييز المتلازمة عن تلين غضروف الرضفة، فهي حالة يتليّن فيها غضروف المفصل الرضفي. على الرغم من هذا التمييز، يتم تشخيص PFPS عادةً بناءً على السجل المرضي والفحص البدني فقط وليس على نتائج أي تصوير طبي. لذلك، من غير المعروف ما إذا كان معظم الأشخاص الذين يعانون من PFPS يعانون من تلف في الغضروف أم لا، ما يجعل التفريق بين PFPS وتلين غضروف الرضفة نظريًا وليس عمليًا. [5] من المعتقد أن هؤلاء الأفراد الذين يعانون من آلام في الركبة الأمامية هم فقط الذين لديهم تلين حقيقي في غضروف الرضفة.

## العلاج
تتوفر مجموعة متنوعة من العلاجات لمتلازمة آلام الفخذ الرضفي. يستجيب معظم الناس جيدًا للعلاج التقليدي.

### التمارين
قد تنجم متلازمة الألم الفخذي الرضفي أيضًا عن الاستخدام المفرط أو التحميل المفرط لمفصل الفخذ الرضفي. لهذا السبب، يجب تقليل نشاط الركبة حتى يختفي الألم.
هناك أدلة منسجمة ولكنها منخفضة الجودة على أن علاج PFPS عن طريق ممارسة التمارين يقلل من الألم، ويحسن الأداء الوظيفي ويساعد على التعافي لفترة طويلة. ومع ذلك، لا توجد أدلة كافية لمقارنة فعالية أنواع مختلفة من التمارين مع بعضها، ومع تمارين من أشكال أخرى للعلاج.
العلاج بالتمرينات هو العلاج الأول الموصى به لمتلازمة الألم الفخذي الرضفي. تمت دراسة التمارين المختلفة والتوصية بها. ووُصف التمارين وفقًا لثلاثة معايير:
- نوع نشاط العضلات (متحد المركز، مبتعد عن المركز أو متساوي القياس).
- نوع حركة المفصل (ديناميكي، متساوي القياس أو ثابت).
- قوى رد الفعل (سلسلة حركية مغلقة أو مفتوحة).

تم تصميم غالبية برامج التمارين التي تهدف إلى علاج PFPS لتقوية عضلات الفخذ. وتعتبر تقوية العضلة الرباعية العلاج القياسي «الذهبي» لمتلازمة الألم الفخذي الرضفي. يقترح عادة تقوية عضلات الفخذ لأن عضلات الفخذ تساعد على تثبيت الرضفة. وقد يسهم ضعف العضلة الرباعية واختلال العضلات في اضطراب حركة الرضفة.
إذا كانت قوة العضلة المتسعة الإنسية غير كافية، فإن العضلة المتسعة الوحشية التي تكون عادةً أكبر وأقوى ستُسحب جانبًا على الرضفة. إن تقوية العضلة المتسعة الإنسية لمنع أو مواجهة القوة الجانبية للعضلة المتسعة الوحشية هي إحدى طرق تخفيف PFPS. ومع ذلك، هناك أدلة متزايدة على أن دعم العوامل القريبة يلعب دورًا أكبر بكثير من تقوية عجز العضلة المتسعة الإنسية أو عضلات الفخذ غير المتوازنة. قد تساعد تقوية عضلات الورك المبعِّدة والباسطة والمديرة الظاهرة.
قد يتم التركيز أثناء التمرين على تقلص منسَّق للأجزاء الإنسية والوحشية لعضلات الفخذ وكذلك عضلة الورك المقرِّبة وعضلة الورك المبعِّدة والعضلات الألوية. تتضمن العديد من برامج التمارين تمارينَ الإطالة المصممة لتحسين مرونة الأطراف السفلية. يسمح الارتجاع البيولوجي لتخطيط كهربائية العضل بالتخيل المرئي لتقلصات العضلات المحددة وقد يساعد الأفراد الذين يؤدون التمارين على استهداف العضلات المقصودة أثناء التمرين. يمكن استخدام التحفيز الكهربائي لتطبيق المحفزات الخارجية ما يؤدي إلى تقلص عضلات معينة وبالتالي ممارسة الرياضة.
كثيرًا ما تم الاستشهاد بعدم المرونة كمصدر لمتلازمة آلام الفخذ الرضفي. واقتُرح التمديد الجانبي للركبة للمساعدة.
لا ينصح بحركة الركبة والمفصل القطني كتدخلات أولية لـ PFPS. يمكن استخدامها كتدخّل مركّب، لكن مع استمرارنا في استخدام التدخلات الفعالة والجسدية لـ PFPS، فإن التدخلات السلبية مثل حركات المفصل لا يُنصح بها.

### الأدوية
تُستخدم مضادات الالتهاب غير الستيرويدية على نطاق واسع لعلاج PFPS، ولكن لا توجد سوى أدلة محدودة للغاية على أنها فعالة. فقد تقلل مضادات الالتهاب غير الستيرويدية الألم على المدى القصير. ولكن بشكل عام، بعد ثلاثة أشهر لا تحدّ من الألم. لا يوجد دليل على أن نوعًا من مضادات الالتهاب غير الستيرويدية يتفوق على نوع آخر لعلاج PFPS، وبالتالي فقد أوصى بعض المؤلفين باستخدام مضادات الالتهاب غير الستيرويدية التي تحتوي على أقل عدد من الآثار الجانبية والتي تكون الأرخص.
يعيق غليكوزأمينوغليكان بولي سلفات (GAGPS) الإنزيمات الحالّة للبروتين ويزيد من تركيب ودرجة بلمرة حمض الهيالورونيك في السائل الزليلي. هناك أدلة متناقضة على أنه فعال لعلاج PFPS.

### الأحزمة والشرائط
لا يوجد فرق في أعراض الألم بين استخدام الشرائط وعدمه لدى الأفراد الذين يعانون من PFPS. على الرغم من أن الأشرطة بمفردها لا تقلل من الألم، إلا أن الدراسات أظهرت أن استخدام الأشرطة مع التمرين العلاجي يمكن أن يكون له تأثير كبير في الحد من الألم.
أما أحزمة الركبة فهي غير فعالة في علاج PFPS. تتضمن تقنية شرائط ماكونيل سحب الرضفة للطرف الإنسي باستخدام شريط (انزلاق للطرف الإنسي). تشير النتائج التي توصلت إليها بعض الدراسات إلى أن هناك فائدة محدودة لاستخدام شريط الرضفة أو الحزام عند مقارنتها بتمارين عضلات الفخذ وحدها. هناك نقص في الأدلة لإثبات أن أحزمة الركبة أو الأكمام أو الأشرطة فعالة.

### النعال
يمكن أن يسبب قوس القدم المنخفض زيادة في الحمل أو التفاف القدمين إلى الداخل أكثر من اللازم؛ ما يزيد الحمل على مفصل الفخذ الرضفي. قد تسبب الميكانيكا الحيوية القليلة في الأطراف السفلية ضغوطًا على الركبتين ويمكن أن ترتبط بتطور متلازمة الألم الفخذي البطني، على الرغم من أن الآلية الدقيقة التي تربط تحميل المفصل بتطور الحالة غير واضحة. يمكن لتقويم القدم أن يساعد في تحسين الميكانيكا الحيوية الضعيفة ويمكن استخدامه كعنصر من عناصر العلاج الشامل. قد تكون أجهزة تقويم القدم مفيدة لتخفيف آلام الركبة على المدى القصير، وقد تُدمج مع برامج تمرينات رياضية أو علاج طبيعي. ومع ذلك، لا يوجد دليل يدعم استخدام التمرين مع أجهزة تقويم القدم كتدخل يتجاوز 12 شهرًا للبالغين. الأدلة على الاستخدام طويل الأجل لتقويم القدم لدى المراهقين غير مؤكدة. ولا يوجد دليل يدعم استخدام أجهزة تقويم القدم المصنوعة حسب الطلب.

### الجراحة
بالإجماع علميًا، يجب تجنب الجراحة إلا في الحالات الشديدة التي تفشل فيها العلاجات التقليدية. غالبية الأفراد الذين يعانون من PFPS يتلقون العلاج غير الجراحي.

### الطب البديل
لا ينصح باستخدام الطرق الكهربائية الفيزيائية كوسائل علاجية؛ لأن العلاجات اللا فاعلة  (الخاملة) يجب ألا تكون محور خطة الرعاية. لا يوجد دليل يدعم استخدام الوخز بالإبر أو العلاج بالليزر منخفض المستوى. أجريت معظم الدراسات التي تدعي فوائد العلاجات البديلة لـ PFPS مع تصميم تجريبي معيب، وبالتالي لم تسفر عن نتائج موثوقة.

## الأمراض الوبائية
تعد متلازمة الألم الفخذي الرضفي السبب الأكثر شيوعًا لآلام الركبة الأمامية في العيادات الخارجية. هناك فئات معينة من الأشخاص المعرضين لخطر الإصابة بمتلازمة الألم الفخذي الرضفي وهم العدّائون، وراكبو الدراجات، ولاعبو كرة السلة، والرياضيون الشباب والإناث.
لم يزد مؤشر كتلة الجسم (BMI) بشكل كبير من خطر تطور المتلازمة لدى المراهقين. ومع ذلك، فإن البالغين الذين يعانون من PFPS لديهم مؤشر كتلة لأجسامهم أعلى من أولئك السليمين. يُقترح أن ارتفاع مؤشر كتلة الجسم يرتبط بالنشاط البدني المحدود لدى الأشخاص الذين يعانون من PFPS، إذ تنخفض مستويات النشاط البدني كنتيجة للألم المرتبط بالحالة. ومع ذلك، لا توجد دراسات طويلة المدى قادرة على إظهار أن مؤشر كتلة الجسم يمكن أن يكون دليلًا على تطور أو تقدم الحالة.